# W. A. G. Payment Solutions
W. A. G. Payment Solutions eller Eurowag er en tjekkisk udbyder af betalingsløsninger til fragt og betalingsveje i Europa. Virksomheden blev i 2021 børsnoteret på London Stock Exchange.
Virksomheden blev etableret af Martin Vohánka som en benzinhandler i Tjekkiet under navnet "W. A. G. Group" i 1995.<ref>"Listings have a real sinking feeling". The Times. 9. oktober 2021. Hentet 8. september 2022.</ref